# Michał Sokołowski
Michał Anioł Sokołowski (Varsavia, 11 dicembre 1992) è un cestista polacco.

## Carriera
Con la Polonia ha disputato i Campionati mondiali del 2019 e due edizioni dei Campionati europei (2017, 2022).
Nel 2024 con il Napoli Basket ha vinto la Coppa Italia, inoltre ha conseguito il premio individuale di MVP del torneo.

## Palmarès

### Club
- Coppa di Polonia: 2

Rosa Radom: 2016
Włocławek: 2020
- Supercoppa polacca: 2

Rosa Radom: 2016
Włocławek: 2019
- Coppa Italia: 1

Napoli: 2024

### Individuale
- MVP Coppa Italia: 1

2024